# Richard C. Lewontin
Richard C. Lewontin (Richard Charles « Dick » Lewontin), né le 29 mars 1929 à New York et mort le 4 juillet 2021 à Cambridge , est un biologiste, un généticien et un philosophe de la biologie américain, professeur titulaire de la chaire Alexander Agassiz à l'université Harvard. Il est un commentateur social de sensibilité ouvertement marxiste.

## Biographie
Richard C. Lewontin a enseigné la génétique, les statistiques et l'évolution à l'Université d'État de Caroline du Nord, à l'Université de Rochester, à l'Université de Chicago et à l'Université de Harvard. Il a été Président de la Société pour l'étude de l'évolution, de la Société Américaine des Naturalistes et de la Société pour la Biologie Moléculaire et l'Évolution. Il a aussi été coéditeur de The American Naturalist.
C'est un des chefs de file du développement de la base mathématique de la théorie de l'évolution et de la génétique des populations. Il a introduit les techniques de biologie moléculaire comme l'électrophorèse sur gel dans la recherche sur la génétique des populations en 1966. Dans un article écrit en collaboration avec J.L. Hubby dans le magazine Genetic de 1966, il a ouvert la voie au domaine de la recherche sur l'évolution moléculaire. En 1979, Lewontin et Stephen Jay Gould ont introduit le terme de « trompe » dans la théorie de l'évolution. Il consacre ainsi ses études à la variation génétique dans les protéines et dans l'ADN au sein des espèces.

## Prises de position
D'un point de vue sociologique[pas clair], Richard C. Lewontin s'oppose fortement à la sociobiologie et à la psychologie évolutionniste, les accusant d'exprimer un déterminisme génétique et un néodarwinisme. Il a notamment coécrit en 1975 avec ses collègues de Harvard Stephen Jay Gould et Ruth Hubbard (en) une tribune contre le livre d'E. O. Wilson : Sociobiology (en). Robert Trivers qualifia ces accusations « venues d'éminents biologistes » d'« intellectuellement faibles et paresseuses ». Steven Pinker reviendra sur cette tribune pour expliquer qu'elle a déformé le propos du livre et que les accusations de promouvoir le déterminisme génétique sont exagérées.
Dans son livre Nous ne sommes pas programmés, il critique le réductionnisme et le déterminisme de Richard Dawkins qui se défendra, lui aussi, en expliquant qu'il ne se reconnait pas dans ces accusations.
Il serait à l'origine du Sophisme de Lewontin, résultant d'une incompréhension.
Auparavant, en tant que membre de Science for the People, il a dénoncé l'implication d'éminents scientifiques dans les programmes du Pentagone visant à développer des armements pour la guerre du Viêt Nam. Depuis les années 1990, il condamne le lobbying de l'OGM du « complexe génético-industriel »,.
D'un point de vue philosophique, il est matérialiste de type dialectique.

## Publications
- (en) avec K. Kojima (1960) The evolutionary dynamics of complex polymorphisms, Evolution 14 (4): 458–472. DOI 10.2307/2405995. JSTOR:2405995.
- (en) Is Nature Probable or Capricious?". BioScience 16: 25–27. (1966). DOI 10.2307/1293548.
- (en)avec J. L. Hubby (1966), A molecular approach to the study of genic heterozygosity in natural populations. II. Amount of variation and degree of heterozygosity in natural populations of Drosophila pseudoobscura. Genetics 54 (2): 595–609. PMC 1211186. PMID 5968643.
- (en) Population Biology and Evolution, Syracuse univ press +, 1968.
- (en) The Units of Selection. Annual Reviews of Ecology and Systematics 1: 1–18. (1970) DOI 10.1146/annurev.es.01.110170.000245.
- (en) The Apportionment of Human Diversity. Evolutionary Biology, vol. 6 (1972) p. 391–398.
- (en) The genetic basis of evolutionary change, New York: Columbia University Press. (1974) .  (ISBN 0-231-03392-3).
- (it) Adattamento, Enciclopedia Einaudi (it), (1977) vol. 1, 198-214.
- (en) Adaptation, Scientific American, vol. 239, (1978) 212-228.
- (en) avec Gould, S.J. (1979), The spandrels of San Marco and the Panglossion paradigm: a critique of the adaptationist programme. Proceedings of the Royal Society of London. Series B, Biological sciences|Proc R Soc Lond B 205 (1161): 581–598. DOI 10.1098/rspb.1979.0086. PMID 42062.
- (en) Human diversity (2d ed.). New York: Scientific American Library. (1995) . (ISBN 0-7167-6013-4).
  - (fr) Richard C. Lewontin, La diversité des hommes - L'inné, l'acquis et la génétique, Belin, 1984
- (en) The Organism as Subject and Object of Evolution, Scientia vol. 188 (1983) 65-82.
- (en) avec Steven Rose et Leon J. Kamin, Not in Our Genes: Biology, Ideology and Human Nature  (1984)  (ISBN 0-394-72888-2).
  - (fr) Nous ne sommes pas programmés, La Découverte, 1985.
- (en) avec Richard Levins, The Dialectical Biologist, Harvard University Press (1985)  (ISBN 0-674-20283-X).
- (en) Biology as Ideology: The Doctrine of DNA (1991)  (ISBN 0-06-097519-9).
- (fr) Le rêve du génome humain, 48 p., 1992.
- (en) The Triple Helix: Gene, Organism, and Environment, Harvard University Press (2000)  (ISBN 0-674-00159-1).
  - (fr)La triple hélice : Les gènes, l'organisme, l'environnement, Seuil, 2003.
- (en) It Ain't Necessarily So: The Dream of the Human Genome and Other Illusions, New York Review of Books (2000).
- (en) avec Richard Levins, Biology Under The Influence: Dialectical Essays on the Coevolution of Nature and Society, (2007).
- (fr) Sean Carroll, Anthony Griffiths, Susan Wessler (collectif) Introduction à l'analyse génétique, 5e édition, De Boeck, 2010.